# Thiénaba
Thiénaba (ou Canaba en wolof) est une localité de l'Ouest du Sénégal, proche de Thiès. C'est un haut lieu de la confrérie tidjane.

## Histoire
Thiénaba a été fondée en 1882 par le marabout  Amary Ngoné  Ndack Seck (1831-1894), l'un des chefs religieux et successeur d’Ahmadou Cheikhou Bâ, fils de Limamoul Mahdiyou, Mouhamadou Hamé Bâ (de Wouro Mahdiyou) qui menèrent les mémorables djihad de 1869 au 11 février 1875 à Samba Sadio (de 1871-1875 le marabout wolof s'engageait à côté des Madiyankoobé). Le choix de ce site lui aurait été révélé par un signe lumineux.

## Administration
Thiénaba est le chef-lieu de la communauté rurale de Thiénaba et celui de l'arrondissement de Thiénaba, l'une des trois sous-préfectures du département de Thiès dans la région de Thiès.
Site de la Commune     www.mairiedethienaba.com

### Santé
La commune a pris des mesures fortes pour lutter contre le paludisme qui est en nette baisse à Thiénaba depuis la mise en place généralisée de moustiquaires et d'une politique de nettoyage régulier des rues.

## Géographie, population et personnalités
Les localités les plus proches sont Keur Malamine, Keur Meissa Ndiaké, Keur khare Dieye, Darou Mbodji, Mbaba Fall, Keur Banda Niang, Darou Samb, Touba Guèye, Keur Maguèye Ndao Thiawaré et Sangane Ouolof. 

### Population
Selon le PEPAM (Programme d'eau potable et d'assainissement du Millénaire), Thiénaba I (Thienaba Seck) compte 2 965 habitants, alors qu'à Thiénaba Ii (Thienaba Gare) on en dénombre 1 207. 

### Personnalités
1- Serigne Diop, Professeur  titulaire de classe exceptionnelle, Agrégé de droit public et de science politique, ancien député, médiateur et ancien ministre dans plusieurs gouvernements.
2- Souleymane Dia, enseignant-chercheur UCAD, ESEA ex ENEA
3- Mbacké Diagne, enseignant-chercheur  UCAD, FLSH, CLAD
4- Daouda Diop, enseignant-chercheur UCAD, FLSH, Dep. Histoire 
5- Alpha Cissé, enseignant-chercheur UCAD, FLSH, Dep. arabe
6- Demba Kandji, Médiateur de la République
7- Abdou Gning, Haut conseil des collectivités territoriales